# Левая (Италия)
«Левая» (итал. Sinistra) — либеральная и прогрессистская политическая партия, существовавшая в Итальянском королевстве с 1849 по 1922 год. Влилась в Итальянскую либеральную партию. В исторических исследованиях часто называется «Историческая левая» (итал. Sinistra storica), с тем, чтобы избежать путаницы с левыми движениями и партиями, которые были созданы в XX веке.
Наряду с «Правой» входила в число двух крупнейших партий Италии в XIX и начале XX веков. Длительное время находились в тени правых, лишь изредка приходя к власти. Ситуация изменилась в середине 1870-х годов, когда «Левая» стала доминирующей силой в итальянской политике. Левые беспрерывно находились у власти в период с 25 марта 1876 года по 6 февраля 1891 года, при этом партия имела большинство в итальянском парламенте 43 года подряд, в первый раз проиграв выборы в 1919 году.

## История

### Эпоха Ратацци
Партия «Левая» была основана адвокатом Урбано Раттацци в 1849 году в Сардинском королевстве ещё до объединения Италии как оппозиция правому правительству. Многие её деятели были гарибальдийцами и активно участвовали в деле объединения Италии. В 1852 году Раттацци заключил соглашение с новым премьер-министром Сардинии Камилло Бенсо ди Кавуром, лидером умеренных правых, и был избран президентом Палаты депутатов. В 1854 году Урбано получил портфель министра юстиции в кабинете Кавура, а с 1855 по 1858 год был министром внутренних дел. В течение этого времени левым удалось провести ряд важных реформ (распустить некоторые монашеские ордена и реформировать уголовный кодекс, в частности отменить смертную казнь за политические преступления). Покинул правительство из-за несогласия с иностранной политикой Кавура, выступавшего за союз с Францией. После отставки Кавура в 1859 году (после заключения Виллафранкского мира) левые смогли сформировать свой кабинет, который пал уже в следующем году.
После образования единого Итальянского королевства левые в целом стали более умеренными, сохранив вражду к клерикализму. Первое в истории объединённой Италии левое правительство было сформировано 3 марта 1862 года, но излишняя симпатия его главы Ратацци к Франции и противодействие походу Джузеппе Гарибальди на Рим привели к падению левого кабинета уже в августе того же года. Во второй раз «Левая» пришла к власти 10 апреля 1867 года. Впрочем этот кабинет тоже просуществовал недолго и был отправлен в отставку 27 октября того же года. Причинами падения стали крайне двусмысленная политика лидера левых Ратацци по отношению к Гарибальди, вновь предпринявшему поход на Рим, и чрезмерные симпатии к императору Франции Наполеону III. Хотя репутация Раттацци как государственного деятеля была подорвана слабостью его характера и отсутствием твёрдых взглядов, это не помешало ему оставаться лидером «Левой» вплоть до своей смерти 5 июня 1873 года. Новым лидером партии стал адвокат Агостино Депретис, ранее занимавший посты министра общественных работ, министра морского флота и министра финансов.

### Эпоха Депретиса
В 1876 году жёсткая налогово-бюджетная политика правительства Марко Мингетти объединила левых и часть правых, которые совместно добились отставки кабинета и роспуска Палаты депутатов. В итальянской истории это событие получило название «Парламентская революция», так как впервые в истории страны правительство было отправлено в отставку по инициативе парламента, а не короля. Новым председателем Совета министров Италии король Виктор Эммануил II назначил Депретиса. На выборах в парламент 5 ноября 1876 года «Левая» одержала сокрушительную победу, получив 243 319 голосов (70,2 %) и 414 мест из 508. Новый кабинет Депретис сформировал при поддержке части правых депутатов, тех, которые внесли свой вклад в падение правительства Мингетти. Несмотря на доминирование «Левой» в Палате депутатов, партия была крайне неоднородной, объединяя в своих рядах от умеренных либералов, близких по взглядам к правым, до радикалов, выступавших за ликвидацию монархии и широкие социальные реформы. Разные группы внутри «Левой» по каждому частному вопросу группировались довольно неожиданным образом; поэтому начались беспрестанные правительственные кризисы, то общие, то частные. В результате, несмотря на то, что левые имели большинство в Палате депутатов на протяжении 43 лет, из-за внутренних конфликтов с 1876 по 1919 годы в Италии сменилось 38 правительств. При этом нередко умеренные левые блокировались с умеренными правыми, результатом чего стали 14 правых кабинетов.
Депретис, высоко ставя политическую стабильность и понимая невозможность образовать прочное правительственное большинство опираясь только на раздираемую конфликтами левую партию, начиная с мая 1881 года стал привлекать на свою сторону умеренных правых. Стремясь избежать открытой конфронтации между правящим большинством и оппозицией, как слева, так и справа, Депретис пытался заручиться поддержкой отдельных депутатов по локальным вопросам даже если это противоречило партийной программе. Подобная политика, получившая название «трансформизм» (итал. trasformismo), получила широкое распространение в итальянской политике. Сотрудничество Депретиса с правыми и его умеренно-либеральная политика вызывали серьёзное недовольство со стороны многих левых, чьи лидеры, Франческо Криспи, Джованни Никотера, Бенедетто Кайроли, Джузеппе Дзанарделли и Альфредо Баккарини, образовали между собой коалицию (прозванную «пентархией»), которая не раз ставила кабинет Агостино в затруднение. Ещё ранее, 26 мая 1877 года из «Левой» вышли 20 депутатов радикалов и умеренных республиканцев, создавших свою партию, названную «Крайне левая».
Первый кризис произошёл уже в конце 1877 года, когда был вынужден уйти в отставку министр внутренних дел Никотера и его место занял Криспи. Через 3 месяца образовался кабинет гарибальдийца Кайроли. После нескольких месяцев он уступил место премьер-министра Депретису, продержавшемуся, в свою очередь, лишь полгода и павшему из-за попытки введения налога на муку. Второй кабинет Кайроли провёл этот закон, и через полгода пал. Для образования нового правительства в ноябре 1879 года Кайроли вступил в союз с Депретисом, предложив ему портфель министра внутренних дел. В области внешней политики Кайроли, уступая требованиям общественного мнения, отклонился от политики Депретиса и правых на сближение с Германией. Коалиция «Правой» с группами Криспи и Никотеры оставила кабинет в меньшинстве по вопросу о принятии временного бюджета, но благодаря успешным выборам 1880 года правительство устояло. Впрочем продержаться оно смогло лишь до мая 1881 года. Занятие французами Туниса, на который также претендовала и Италия, привело к падению кабинета Кайроли и замене его германофильским правительством Депретиса, при котором была приобретена колония Асэб на Красном море (ныне Эритрея).
Заняв пост председателя Совета министров, Депретис, несмотря на правительственные кризисы, следовавшие один за одним (5 отставок по разным поводам за 6 лет), сумел продержаться на этом посту до своей смерти 29 июля 1887 года. После каждой отставки король поручал сформировать новый кабинет всё тому же Депретису. В результате все правительственные кризисы приводили лишь к изменениям в составе кабинета, почти не влияя на его политику. В целом, направление политики тех лет было умеренно-либеральное, что привело к тому, что Депретиса постоянно поддерживали правые, руководимые Мингетти, а радикальное крыло «Левой», вожди которых составляли «пентархию», обычно находились в оппозиции. Слева Депретиса упрекали в излишней уступчивости по отношению к клерикалам и в излишней суровости к радикалам. В то же время, несмотря на критику правительства лидеры «пентархии» неоднократно сами входили в кабинеты Депретиса. Более последовательную оппозицию составляла лишь «Крайне левая», включавшая в свой состав радикалов, республиканцев и немногочисленных в то время социалистов. Одним из важных достижений Депретиса стало проведение закона о первоначальном обучении, который сделал обучение обязательным для детей в возрасте от 6—9 лет в общинах, где число жителей, достигло определённой нормы. Уроки закона Божия были сделаны необязательными ещё в 1877 году.
В 1882 году Депретис под давление радикальных левых и «Крайне левой» провёл важную избирательную реформу, которая привела к увеличению числа избирателей более чем в три раза, от 621 896 до 2 017 829 человек. Всё же несмотря на свою важность избирательная реформа не изменила существенно состав палаты, так на выборах, в первую очередь на юге страны, широко практиковались административное давление и подкуп избирателей.
Во внешней политике важнейшим решением Депретиса стало подписание 20 мая 1882 года секретного договора о Тройственном союзе с Германией и Австро-Венгрией. Таким образом Италия окончательно присоединилась к созданному Бисмарком союзу Германии и Австрии, направленному против Франции и России. Чтобы привести в порядок финансы, правительству в 1883 году пришлось прибегнуть к займу в 644 млн лир. Заём дал возможность отказаться от принудительного курса ассигнаций и банковских билетов. Несмотря на удачу займа, недоверие к финансам Италии не уменьшилось. В то же время, заключение союза с Германией и Австро-Венгрией повлекло за собой увеличение военных расходов, тем самым делая бессмысленными все меры к восстановлению равновесия бюджета. Особенно политика Депретиса раздражала крайне левых и ирредентистов, которые энергично вели пропаганду против правительства. Эта пропаганда, грозя испортить дружеские отношения с Австрией, заставляла правительство прибегать к строгим полицейским мерам — произвольному закрытию ирредентистских обществ и арестам их членов.
В 1885 году Италия попробовала расширить свои колонии. Война с Абиссинией за побережье Красного моря от Массауа (ныне Эритрея) до Баб-эль-Мандебского пролива, оказалась гораздо тяжелее, чем этого ожидали в Италии и привела к очередному правительственному кризису, что впрочем не вызвало смены политики.

### Эпоха Криспи
После смерти Депретиса в 1887 году центральной фигурой в «Левой» и в итальянской политике стал Франческо Криспи. Возглавив кабинет, он, несмотря на свою левую репутацию, продолжил политику предшественника, находя поддержку у правых. Забыв о своих недавних нападках на Тройственный союз, в 1887 году Криспи для закрепления союза в Фридрихсруэ встретился с Бисмарком. Сближение Италии и Германии привело к десятилетней таможенной войне с Францией (1888—1898) и выводу французских инвестиций, результатом чего стали земледельческий и торговый кризисы, спровоцировавшие массовые антиправительственные демонстрации. Под их влиянием кабинет Криспи вышел в отставку, но вскоре вернулся к власти лишь слегка преобразованный.
Важным достижением левых в «эпоху Криспи» стало принятие в 1888 году нового, передового для Европы XIX века, уголовного кодекса, который стал последним актом объединения Италии, отменив действовавшие раньше местные кодексы. Кабинет Криспи отменил десятину, обязательную уплату в пользу церкви десятой части доходов прихожан. Также кабинет Криспи провёл реформу общинного и провинциального управления, значительно расширившую местное самоуправление. Несмотря на экономические проблемы и вызванные ими антиправительственные выступления, итоги выборов 1890 года оказались благоприятны для Криспи: из 508 мест в Палате депутатов не менее 392 заняли его сторонники, среди которых был и «правый центр», руководимый маркизом де Рудини. Остальные депутаты принадлежали или к «непримиримой правой» во главе со старым кавурианцем Руджиеро Бонги, или к сторонникам Никотеры и крайне левым. Хотя Криспи удалось получить большинство в парламенте, но проект бюджета и новые налоги привели к отставке его кабинета.
Правому кабинету во главе с де Рудини, пришедшему на смену правительству Криспи не удалось решить финансовые проблемы и в мае 1892 года был сформирован кабинет Джованни Джолитти, представителя умеренного крыла «Левой». Новый премьер, в отличие от предшественников, был противником чрезвычайных мер и считал необходимым разрядить обстановку в стране с помощью реформы налоговой системы, улучшения социального законодательства и т. д. Ему удалось добиться некоторого успеха во внешней политике. В то же время Джолитти также не удалось исправить финансовое положение Италии уменьшением государственных расходов, в том числе и за счёт сокращения военного бюджета. Меры экономии, предпринятые правительством, вызвали недовольство. Во время выборной кампании 1892 года, вожди оппозиции, как левой, так и правой, говорили об ослаблении армии, как о безумии и преступлении, совершаемом правительством ввиду гигантских армий иностранных государств. Всё же Джолитти удалось после выборов заручиться поддержкой 370 депутатов и сохранить свой кабинет. В период правления Джолитти экономические проблемы привели к сильному бунту на Сицилии и к ряду более слабых бунтов на севере Италии, что ослабило поддержку Джолитти в парламенте. В 1893 году, во многом с подачи лидера парламентской группы крайне левых Наполеоне Колаянни, разгорелся скандал вокруг афер и многомиллионных хищений в Римском банке. Часть депутатов и некоторые министры оказались связаны с хищениями; одни брали деньги за молчание, другие — за активную поддержку руководства банка. Подозрение пало и на самого Джолитти, хотя он и не был повинен в коррупции и хищениях, но знал об этих неприглядных фактах и долго противился их обнародованию. В конце 1893 года Джолитти был вынужден уйти в отставку.
Новый кабинет король поручил составить Криспи. При нём властям пришлось жестоко подавить массовое демократическое и социалистическое движения рабочих и крестьян Fasci Siciliani, которое спровоцировало новый виток парламентской борьбы против правительства. Одновременно Криспи провёл ряд социальных реформ, таких как сокращение рабочего дня или первый в истории Италии закон о социальной помощи, вошедший в историю как «закон Криспи». В 1895 году кабинет Криспи, видя как усиливается Абиссиния под руководством нового негуса Менелика II, решил начать войну. После разгрома итальянских войск в битве при Адуа, которое предопределило поражение Италии, 10 марта 1896 года Криспи был вынужден уйти в отставку.

### Эпоха Джолитти
Новый кабинет совместно сформировали лидер «Правого центра» маркиз де Рудини и левый Бенедетто Кайроли, получив поддержку большинства крайне левых. Вплоть до 1900 года правительство возглавляли правые. Только 24 июня 1900 года новый кабинет сформировал президент сената Джузеппе Саракко. В 1901 году новый кабинет при участии лидеров двух основных течений Радикальной партии формирует Дзанарделли. Новый премьер активно лоббировал закон о разводе, но слабое здоровье не позволило ему завершить задуманное. В ноябре 1903 года правительственная коалиция развалилась из-за вопроса о повышении военных расходов. Новое правительства король поручил создать Джолитти.
Сохраняя демократическую ориентацию, Джолитти в то же время показал себя мастером интриг, давления и манипуляций с голосами избирателей, что позволило ему в период с 1903 по 1921 год 4 раза становиться председателем Совета министров, занимая его в общей сложности около 9 лет. Добиваясь расположения реформистского крыла рабочего движения, он вводил в правительство социалистов, проводил либеральные реформы, легализовал рабочие организации, признал право рабочих на забастовки (1901), ввёл всеобщее избирательное право для мужчин (1912). Во внешней политике Джолитти, не разрывая Тройственного союза, сумел наладить отношения с Францией.
Во время третьего кабинета Джолитти (март 1911—март 1914) состоялась Ливийская война, в результате которой Италия, разгромив Османскую империю, присоединила Ливию и Додеканесы. Именно в эти годы в Италии резко обострились социальные и политические противоречия. Участились забастовки; рабочие требовали отставки Джолитти. Несмотря на это «Левая» одержала победу на выборах 1913 года, в которых участвовала в составе коалиции «Либералы», в которую также вошли давний конкурент левых «Правая» и ряд мелких правых и правоцентристских партий. Несмотря на победу Джолитти вскоре ушёл в отставку «по состоянию здоровья». Позже он пытался предотвратить вступление Италии в Первую мировую войну, возглавив «нейтралистов», сторонников нейтралитета страны.
В Первую мировую войну Италия, несмотря на Тройственный союз с Германией и Австро-Венгрией, вступила только в 1915 году, причём на стороне их противника, Антанты. Во время войны страной поочерёдно руководили правительства национального единства во главе с Антонио Саландра («Правая», ушло в отставку 18 июня 1916 года), Паоло Боселли («Правая», 18 июня 1916—29 октября 1917) и Витторио Эмануэле Орландо («Левая», 23 октября 1917—23 июня 1919).
Выборы 1919 года прошли по новой избирательной системе. Прежняя система, предусматривающая одномандатные округа, голосование в два тура и завоевание мандата кандидатом получившим большинством голосов, была упразднена. Вместо неё были введены 58 многомандатных избирательных округов, в которых избирали от 5 до 20 членов парламента. Эти реформы создали большие проблемы для либералов, которые оказались не в состоянии остановить рост массовых партий, Социалистической и Народной (предшественнице Христианско-демократической партии), которые ещё до войны смогли добиться контроля над многими местными органами власти в Северной Италии. Ситуацию для либералов усугубило то, что хотя Католическая церковь выступала против социалистов, в то же время Святой Престол, не забыв о ликвидации светской власти пап и борьбе Ватикана с Итальянским государством, не собирался оказывать им помощь. В результате «Левая» впервые в своей истории потерпела разгромное поражение на выборах. За правящую коалицию, объединявшую «Левую» и «Правую», отдали свои голоса всего 490 384 избирателей (8,6 %). Получив 41 место в Палате депутатов, она оказалась лишь пятой. Её опередили не только социалисты, но и раньше не участвовавшие во всеобщих выборах Народная партия и социал-демократы (предшественники Демократической партии труда).
15 июня 1920 года Джолитти формирует последнее в истории правительство «Левой», которое просуществовало чуть больше года, до 4 июля 1921 года. Это время вошло в историю Италии как «Красное двухлетие» и сопровождалось резким подъёмом забастовочного движения, массовым захватом фабрик и заводов рабочими и созданием рабочих советов. Причинами явились ухудшение экономической ситуации в результате Первой мировой войны, а также влияние происходившей в России революции. Особенно сильным движение было на севере Италии. События 1920 года в Пьемонте, когда сотни тысяч человек бастовали, захватывали фабрики и организовывали рабочие советы, создали в стране по сути предреволюционную ситуацию. В конце концов, во многом из-за отсутствия единства среди социалистов, анархистов и коммунистов, властям удалось нормализовать ситуацию. Поражение на выборах 1919 года, рост леворадикальных настроений и страх перед коммунистическим переворотом, стали причинами отхода Джолитти, а вместе с ним и «Левой», от довоенной политической тактики. Политический истеблишмент начала 1920-х годов предпочёл не замечать растущую активность фашистов Бенито Муссолини. Мало того, тогдашнее руководство либералов во главе с Джолитти использовали фашистов для борьбы с левыми, не мешая Муссолини силой устанавливать контроль над городским и областными органами власти, а также применять насилие в отношении своих политических оппонентов.
По инициативе Джолитти 15 мая 1921 года прошли внеочередные парламентские выборы. Хотя либерально-консервативная коалиция получила чуть меньше голосов чем на предыдущих выборах, 470 605 (7,1 %), она всё же смогла расширить своё представительство в Палате депутатов до 43 мест. Всего же в итальянский парламент прошли представители 14 партий и блоков. Ведущими силами парламента XXVI созыва стали социалисты (123 депутата), христианские демократы (108 мандатов) и Национальный блок, объединивший фашистов Муссолини и националистов Энрико Коррадини (105 мест). Парламент, таким образом, разделился на три различных блока, каждый из которых не имел возможности сформировать стабильное большинство. В этой хаотической ситуации, Джолитти, разочарованный результатами выборов, уходит в отставку.
8 октября 1922 года остатки «Левой» и «Правой», за которыми к тому времени закрепилось название «либералы», официально основали Итальянскую либеральную партию, которая сразу же вступила в альянс с фашистами. В конце октября 1922 года либералы в большинстве своём поддержали Марш на Рим, приведший к насильственной смена власти в Италия и установлению фашистской диктатуры во главе с Муссолини. В ноябре 1923 года либералы голосовали за принятие предложенного фашистами закона Ачербо, согласно которому партия, набравшая наибольшее количество голосов, но не меньше 25 %, получала 66 % мест в парламенте. Оставшаяся треть мест распределялась между всеми остальными партиями согласно пропорциональной системе. В выборах 1924 года часть либералов приняли участие единым списком с фашистами, часть пошли самостоятельно. В результате Бенито Муссолини получил лояльный парламент.
В то время многие либералы, в том числе и Джолитти, надеялись, что придя к власти фашисты станут более умеренными и ответственными. Надеждам не суждено было сбыться. Уже вскоре принятие закона, ограничивавшего свободу прессы, убийство фашистами депутата-социалиста Джакомо Маттеотти и другие действия нового режима, явно показали намерение Муссолини уничтожить демократию. В 1925 году Итальянская либеральная партия, как и другие партии, была запрещена.

## Идеология
«Левая», в отличие от своих оппонентов из «Правой», выступала за демократизацию и модернизацию государства и страны. Важными вопросами для левых было расширение избирательных прав и социальной политики.
Именно «Левая» провела реформу образования, приняв 15 июля 1877 года закон № 3961, вошедший в историю как «закон Коппино» по имени министра образования Микеле Коппино. Этот закон ввёл обязательное и бесплатное начальное образование в возрасте от 6 до 9 лет, а также отменил уроки закона Божия. Закон способствовал в значительной степени снижению неграмотности в Италии конца XIX века и разрушению монополии католической церкви на образование. В 1889 году «Левая» приняла закон о реформе избирательной системе, получивший название «закон Дзанарделли», который, снизив возрастной и имущественный цензы, главным сделал образовательный ценз. Благодаря этому в 1880 году доля имеющих право голоса увеличилось с 2,2 % до 6,9 % населения Италии.
В социальной сфере «Левая» первыми занялись защитой прав наёмных работников, а также инициировали ряд исследований по изучения условий жизни сельского населения. Самым известным из них было исследование Джасини, которые выявили крайную нищету и широкомасштабное недоедание, следствием которого стало широкое распространение авитаминоза (пеллагра), высокую детскую смертность, в первую очередь от дифтерии, и плохие санитарные условия.
В сфере экономики левые выступали за отмену непопулярного налога на землю и в целом за снижение налогов с целью стимулировать инвестиции в промышленное развитие страны. Во многом благодаря этой своей позиции «Левая» и смогла в 1876 году прийти к власти, свалив кабинет Мингетти, пытавшегося стабилизировать государственные финансы, в том числе за счёт повышения налогов. Важным пунктом экономической программы левых был протекционизм. Долгая депрессия, мировой экономический кризис 1873—1896 годов, сильно ударила по промышленности и сельскому хозяйству Италии и вызвала снижение уровня жизни, сделав популярной протекционистскую политику. В 1878 году, под влиянием промышленных кругов Севера, были введены повышенные тарифы для защиты стальной и текстильной промышленности, а также предоставлены субсидии отраслям наиболее пострадавшим от кризиса и для развития инфраструктуры. В 1887 году непрекращающаяся депрессия породила так называемый «аграрно-промышленный блок», объединивший промышленников Севера и крупных землевладельцев Юга. Следствием этого союза стало введение защитного тариф на ввоз зерновых, в первую очередь из США. Повышение цен на хлеб заставило правящую «Левую» принять меры по повышению зарплаты рабочих.
Именно левые правительства Депретиса и Криспи начали строительство Итальянской колониальной империи, что привело к конфликту с Францией, которая также как и Италия колонизировала Северную Африку. Во многом недовольство захватом французами Туниса, который в Италии назвали «пощечина в Тунисе», толкнуло Депретиса вопреки традиционному для либералов недоверия к Центральным державам, в первую очередь Австро-Венгрии, заключить с ними союз против Франции. Левые кабинеты Депретиса, Криспи и Джолитти вели войны против Турции и Абиссинии, позволившие захватить Ливию, Киренаику, Додеканесы и часть Эритреи, а также участвовали в разделе Сомали вместе с Англией и Францией.

## Результаты выборов
Светло-синим выделены выборы в Палату депутатов в результате которых «Левая» заняла первое место по количеству мандатов.
| Год  | Список                | Голоса  | %     | Места | Изменения |
| ---- | --------------------- | ------- | ----- | ----- | --------- |
| 1861 | «Левая» («Демократы») | —       | 20,4  | 62    | —         |
| 1865 | «Левая»               | —       | 27,8  | 156   | ▲94       |
| 1867 | «Левая»               | —       | 30,1  | 163   | ▲7        |
| 1870 | «Левая»               | —       | 28,8  | 162   | ▼1        |
| 1874 | «Левая»               | —       | 32,5  | 232   | ▲70       |
| 1876 | Правительственная     | —       | 56,0  | 414   | ▲152      |
| 1880 | Правительственная     | —       | 46,7  | 218   | ▼196      |
| 1882 | Правительственная     | —       | 39,8  | 289   | ▲71       |
| 1886 | Правительственная     | —       | 40,2  | 292   | ▲3        |
| 1890 | Правительственная     | —       | 58,1  | 401   | ▲109      |
| 1892 | Правительственная     | —       | 51,2  | 323   | ▼78       |
| 1895 | Правительственная     | —       | 65,75 | 334   | ▲11       |
| 1897 | Правительственная     | —       | 64,37 | 327   | ▼7        |
| 1900 | Правительственная     | —       | 58,27 | 296   | ▼31       |
| 1904 | Правительственная     | —       | 66,73 | 339   | ▲43       |
| 1909 | Правительственная     | —       | 61,4  | 306   | ▼33       |
| 1913 | Либералы              | —       | 51,0  | 260   | н/д       |
| 1919 | Либералы              | 490 384 | 8,6   | 41    | н/д       |
| 1921 | Либералы              | 470 605 | 7,1   | 43    | н/д       |

## Известные члены
- Агостино Депретис (1813—1887) — председатель Совета министров (март 1876—март 1878; декабрь 1878—июль 1879; май 1881—июль 1887).
- Бенедетто Кайроли (1825—1889) — председатель Совета министров (март 1878—декабрь 1878; июль 1879—ноябрь 1879).
- Франческо Криспи (1819—1901) — председатель Совета министров (июль 1887—февраль 1891; декабрь 1893—март 1896).
- Джованни Джолитти (1842—1928) — председатель Совета министров (май 1892—декабрь 1893; ноябрь 1903—март 1905; май 1906—декабрь 1909; март 1911—март 1914; июнь 1920—июль 1921).
- Джузеппе Саракко (1821—1907) — председатель Совета министров (июнь 1900—февраль 1901).
- Джузеппе Дзанарделли (1826—1903) — председатель Совета министров (февраль 1901—ноябрь 1903).
- Алессандро Фортис (1842—1909) — председатель Совета министров (март 1905—февраль 1906).
- Витторио Эмануэле Орландо (1860—1952) — председатель Совета министров (октябрь 1917—июнь 1919).
- Джованни Никотера (1828—1894) — участник борьбы за объединение Италии, министр внутренних дел в первом правительстве Депретиса и первом правительства де Рудини, один из членов «Пентархии».
- Альфредо Баккарини (1826—1890) — член парламента, министр общественных работ во всех трёх правительствах Кайроли и четвёртом правительстве Депретиса, один из членов «Пентархии».
- Франческо Паоло Перес (1812—1892) — писатель, сенатор, мэр Палермо (1876—1879), министр общественных работ во втором правительстве Депретиса и министр образования во втором кабинете Кайроли, президент Общества национальной истории Сицилии.
- Джироламо Кантелли (1815—1884) — сенатор, входил в первое и второе правительства Менабреа (министр общественных работ и министр внутренних дел), министр внутренних дел и временно министр образования во втором кабинете Мингетти, председатель провинциального совета Пармы, президент издательской компании Gazzetta di Parma (1876—1883).
- Паскуале Станислао Манчини (1817—1888) — юрист и публицист, был неоднократно министром образования, министр иностранных дел, активно содействовал отмене смертной казни, церковной десятины и тюремного заключения за долги, а также расширению свободы прессы, один из учредителей и президент Института международного права.
- Микеле Коппино (1822—1901) — профессор итальянской литературы, ректор Университета Турина (1868—1870), председатель Палаты депутатов (1880 и 1884), министр образования в нескольких кабинетах Депретиса, автор закона о бесплатном и обязательном начальном образования.
- Луиджи Меццакапо (1814—1885) — военный, участник борьбы за объединение Италии, военный министр в первом и втором кабинетах Депретиса, сенатор.
- Бенедетто Брин (1833—1898) — военно-морской инженер, депутат, министр ВМС (1876—1878, 1884—1891), министр иностранных дел (1892—1893).
- Луиджи Амедео Мелегари (1805—1881) — профессор конституционного права, один из основателей «Молодой Италии», депутат, сенатор, министр иностранных дел в первом кабинете Депретиса.